# Shi Yan Ming
Shi Yan Ming (nascut com Duan Gen Shan el 13 de febrer de 1964) és un Monjo Shaolin de la 34a generació, mestre i actor, més conegut per ser el fundador del Temple Shaolin als Estats Units. Entrenat en el Temple Shaolin de la República Popular Xina (RPC) des dels 5 anys, Shi Yan Ming va abandonar el Temple i va partir cap als Estats Units el 1992, abans d'obrir el Temple Shaolin a Manhattan, on ha ensenyat a centenars d'estudiants, incloent nombroses celebritats. Ell va fer aparicions en diversos programes de televisió, cinema i publicacions, incloent National Geographic, PBS, History Channel, la revista Time i en la pel·lícula d'acció samurai de 1999, Ghost Dog: The Way of the Samurai.

## Primers anys
Shi Yan Ming va néixer com a Duan Gen Shan en la vila de Zhumadian en la Província de Henan, República Popular Xina en l'any del drac de l'Any Nou Xinès el 13 de febrer de 1964 i és el setè de nou germans. El seu pare va créixer en una família tan pobra que pràcticament no tenien llar i havien de demanar menjar de porta en porta. El pare de Duan, qui mai va anar a escola, dormia sota una estufa per a llenya o havia de cavar un forat en una pila de blat per obtenir calor. Malgrat aquestes dificultats, ell es va ensenyar així mateix a ser molt bon lector, escriptor i cal·lígraf. La família de la mare de Duan estava millor econòmicament. Com era típic, ella tampoc va ser educada ni a l'escola, tenia els peus lligats, ja que va ser criada únicament per ser una mare i mestressa de casa. Els pares de Duan finalment van aconseguir treball per al govern xinès de Mao i van treballar com a operadors tèlex en el subterrani.
Abans de néixer, dos dels germans majors i una germana major de Duan van morir de gana en el Gran Salt Endavant de Mao Zedong en la dècada de 1950. Així mateix gairebé mor quan tenia aproximadament 3 anys, la qual cosa va portar als seus pares a gastar tot els seus diners en nombrosos metges i al seu pare a vendre la seva ploma de cal·ligrafia especial. Els metges finalment es van rendir amb ell i després de pensar que el setè fill havia mort, els seus pares el van embolicar en mantells amb la intenció de llançar-ho lluny abans de ser detinguts per un acupunturista fos del seu poble que els va veure plorar i va realitzar l'acupuntura en el nen Gen Shan, que ràpidament es va recuperar. Yan Ming creu que l'home que el va salvar era un Bodhisattva enviat per Buda a salvar la seva vida.

## Carrera d'arts marcials

### A la Xina

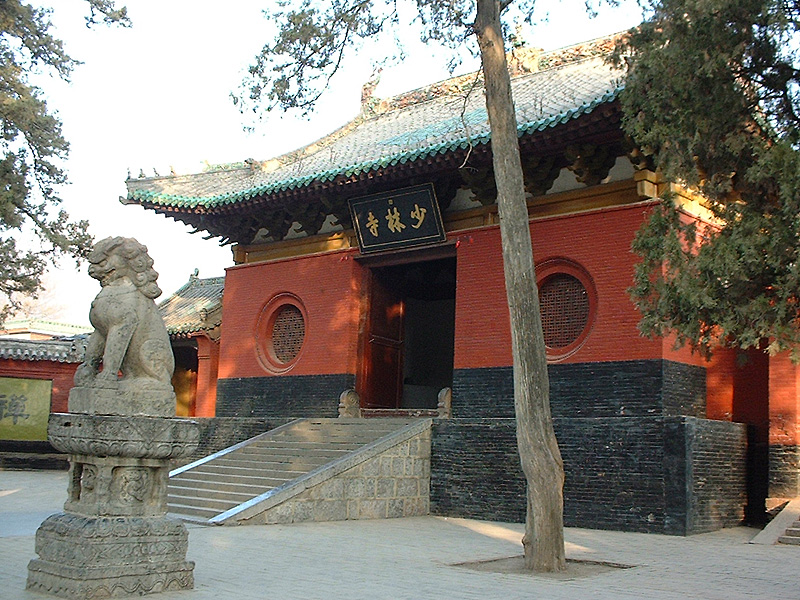
El Temple Shaolin en la província d'Henan, Xina, on Shi Yan Ming va començar el seu entrenament de arts marcials des dels 5 anys.

El 1969, a l'edat de 5 anys, els pares de Duan seguien preocupats per la seva salut, portant-ho al temple Shaolin d'1,500 anys, les úniques restes després de la destrucció que va causar continus enfrontaments de dinasties. (El temple com és vist actualment, va ser reconstruït a principis del segle 21). Com aquesta estava enmig de la Revolució Cultural, les comunes túniques vermelles i grogues, igual que els caps rapats no estaven presents entre els monjos, i no ho estaria fins a aproximadament 1980, després que la Revolució Cultural va acabar.
Des de llavors el temple no ha tingut un abat per aproximadament 300 anys, Duan va ser portat al monjo principal Shi Xing Zheng (Qui més tard seria nomenat abat el 1986). Shi Xing Zheng a qui Duan es refereix com "Shigong" ("Gran Mestre") o "Shifu Shifu" ("Mestre de mestres"), va mirar al jove Duan i ho accepto en el temple on els seus pares estaven feliços de deixar-ho. Tan aviat com ell va ser acceptat en el temple, que estava habitat per uns 16 o 17 monjos, tots ells més vells que Duan (la majoria d'ells estaven en les seves 17), el seu nom va ser canviat a Shi Yan Ming. El nom es deriva respectivament; "Shi" com Shakyamuni, el fundador del budisme, un nom familiar que els monjos utilitzen per demostrar que són seguidors de Buda. "Yan" el qual prové de la 34va generació del temple i "Ming" que significa "perpetu", com el cicle infinit en la Rueda del dharma. Shi diu que els seus "oncles de Kung Fu" eren molt afectuosos i que van cuidar d'ell com si anessin els seus propis pares, a pesar que no viuen allí tot el temps, per temor a les bandes maleants de la Guàrdia Vermella de Mao i per tant, Shi va veure als seus pares molt sovint.

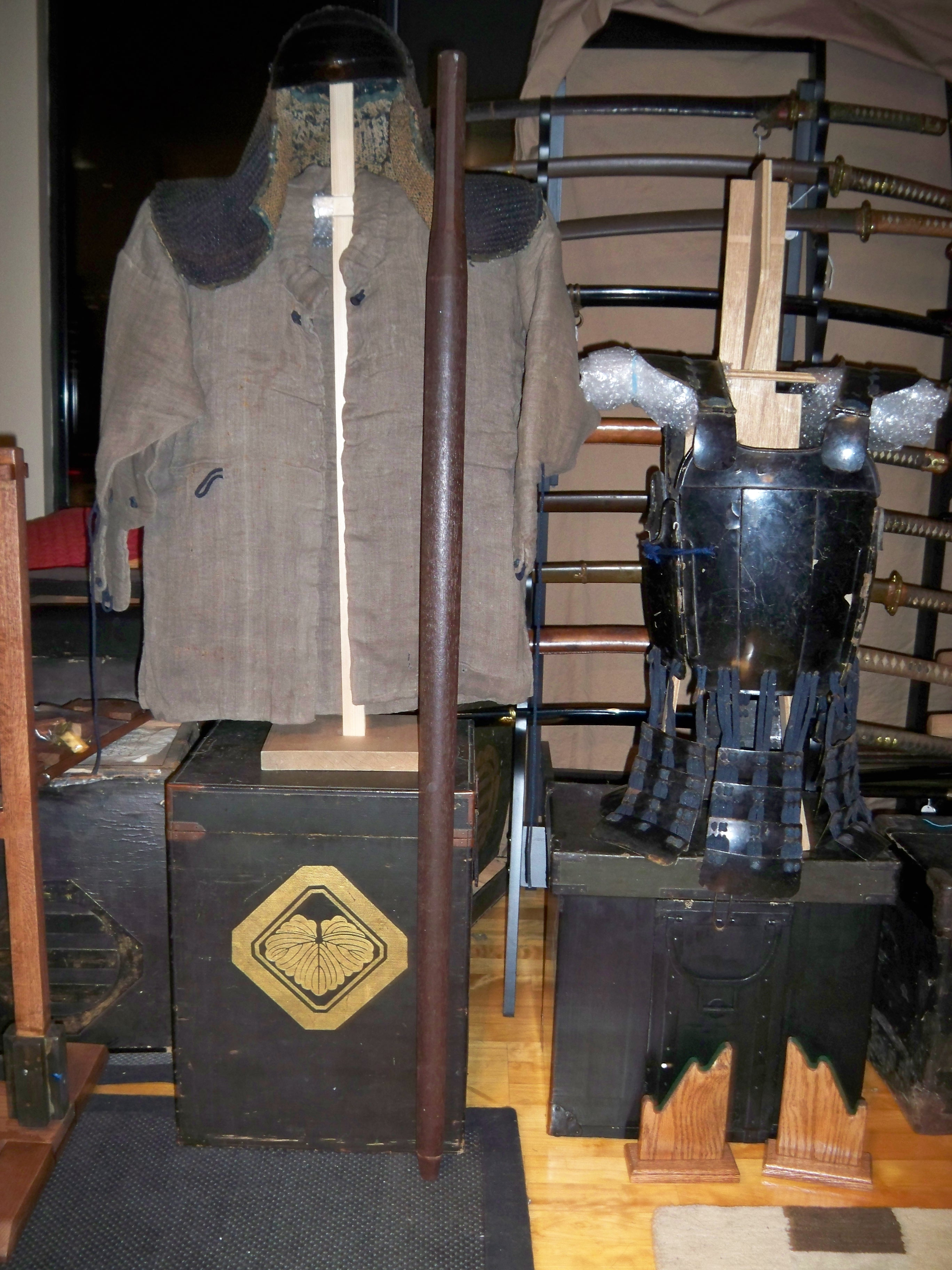
Un Bō (el bastó de fusta del centre), és una de les armes que Shi Yan Ming domina.

Shi immediatament va començar a aprendre Kung Fu, budisme chan i acupuntura dels seus mestres, Liu Xin Yi i Shen Ping An, que eren deixebles de shaolin que vivien fur del temple, en lloc dels monjos. A causa de la naturalesa oberta del temple, on la gent podia entrar i sortir fàcilment, diu que va aprendre a llegir a la gent. Malgrat la seva formació i disciplina, Shi es divertia jugant-li bromes als seus mestres, els qui li acabarien castigant per això, ja sigui amb cops o obligant-ho a fer la postura de cavall fins que les seves cames es van entumir i inflar o fent-ho parar-se de cap fins que la sang en el cap dreni el dany causat. La rutina diària de Shi comença a despertar a les 4:30 de la matinada per practicar per 2 hores, seguit amb un desdejuni de tofu i vegetals al vapor, orar, meditació i relaxació d'1 hora i després de tres hores i mitja de pràctica. Això seria seguit amb més oració, estudis de budisme i neteja o una altra tasca del temple. A pesar que els monjos Shaolin no necessàriament segueixen la pràctica d'altres monjos que no mengen després del migdia, els que estan en el temple esmorzen tallarines, arròs o mantau a les 11:30 del matí, per respecte a altres monjos d'altres temples que els visiten.

## Habilitats

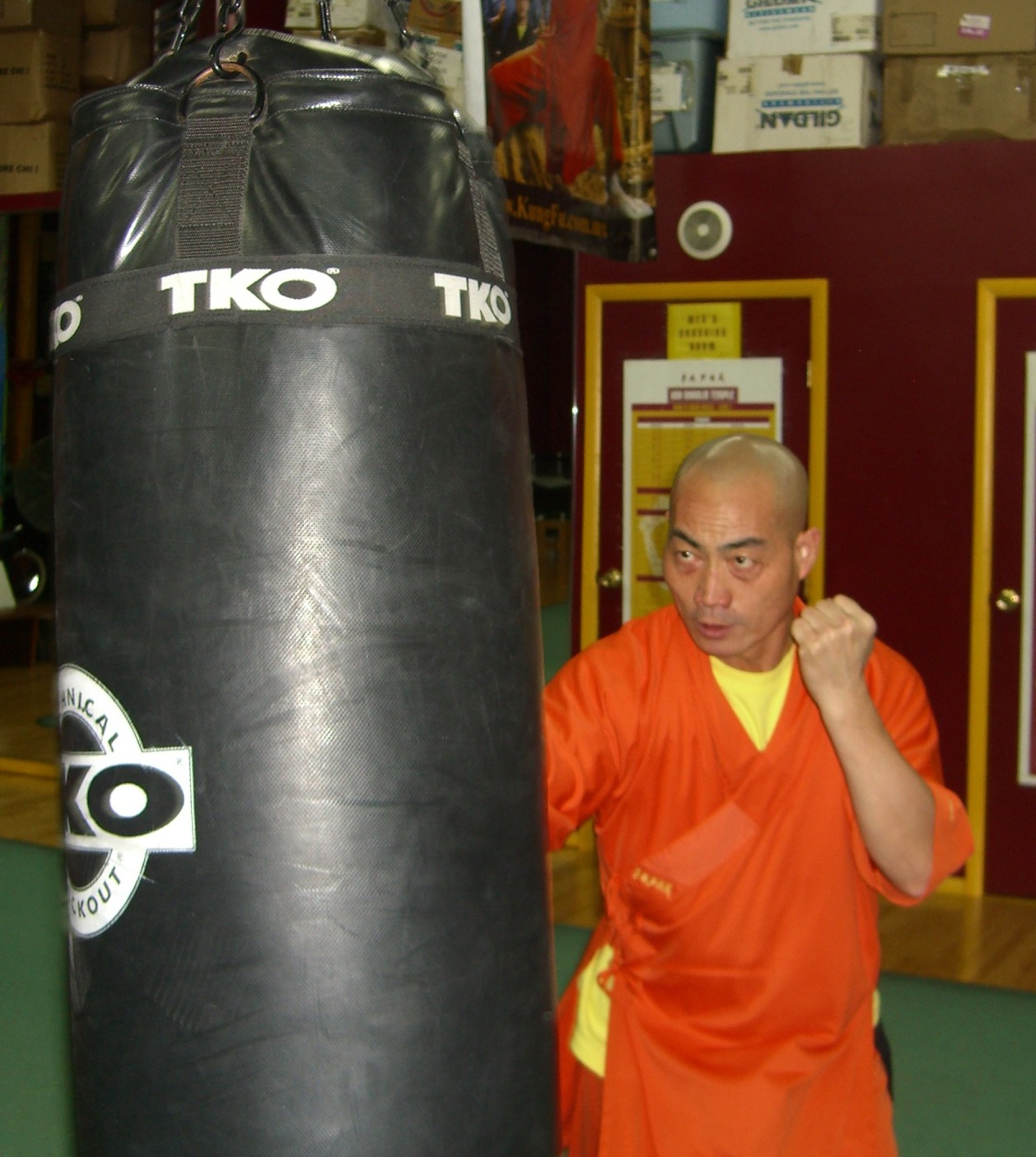
Els cops de Shi Yan Ming poden exercir fins a 3430 N de força.

Com un jove monjo, Shi Yan Ming va aprendre a trencar roques amb el seu crani, doblegar fulles filoses amb la seva pell, i dormir mentre està penjat cap a baix en una branca d'arbre. A l'edat de 17, podia doblegar la punta d'una llança amb el seu coll, dormir aturat d'un peu i deixar penjat del seu escrot un pes de 23 kg, una pràctica que el va ajudar a entrenar-ho i poder suportar un cop amb molta força en l'engonal. També pot llepar pales de ferro roent. Segons Shi, des que els seus pares el van portar al temple Shaolin, ell mai ha tingut problemes de salut com li va succeir quan era nen i mai ha tornat a emmalaltir.
Els cops de Shi Yan Ming han exercit una força de 3430 N, mentre que el seu famós cop d'una polzada va mesurar 1,78 CV, més perjudicial que un xoc de cotxe de 48 km/h. Entre les seves especialitats d'arts marcials estan Luohan Quan, bàculs i altres armes Shaolin, i Chi Kung Dur.

## Galeria

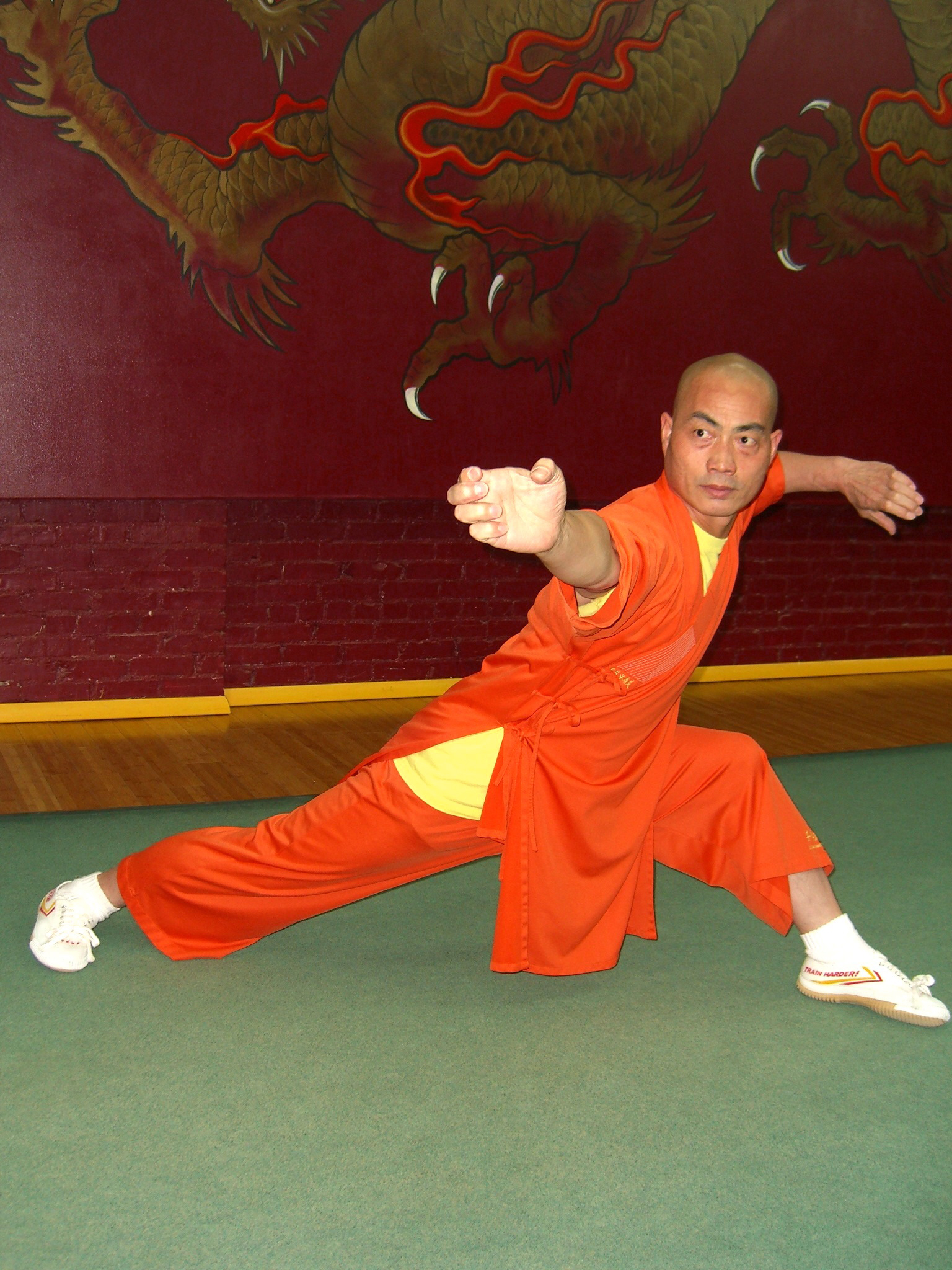
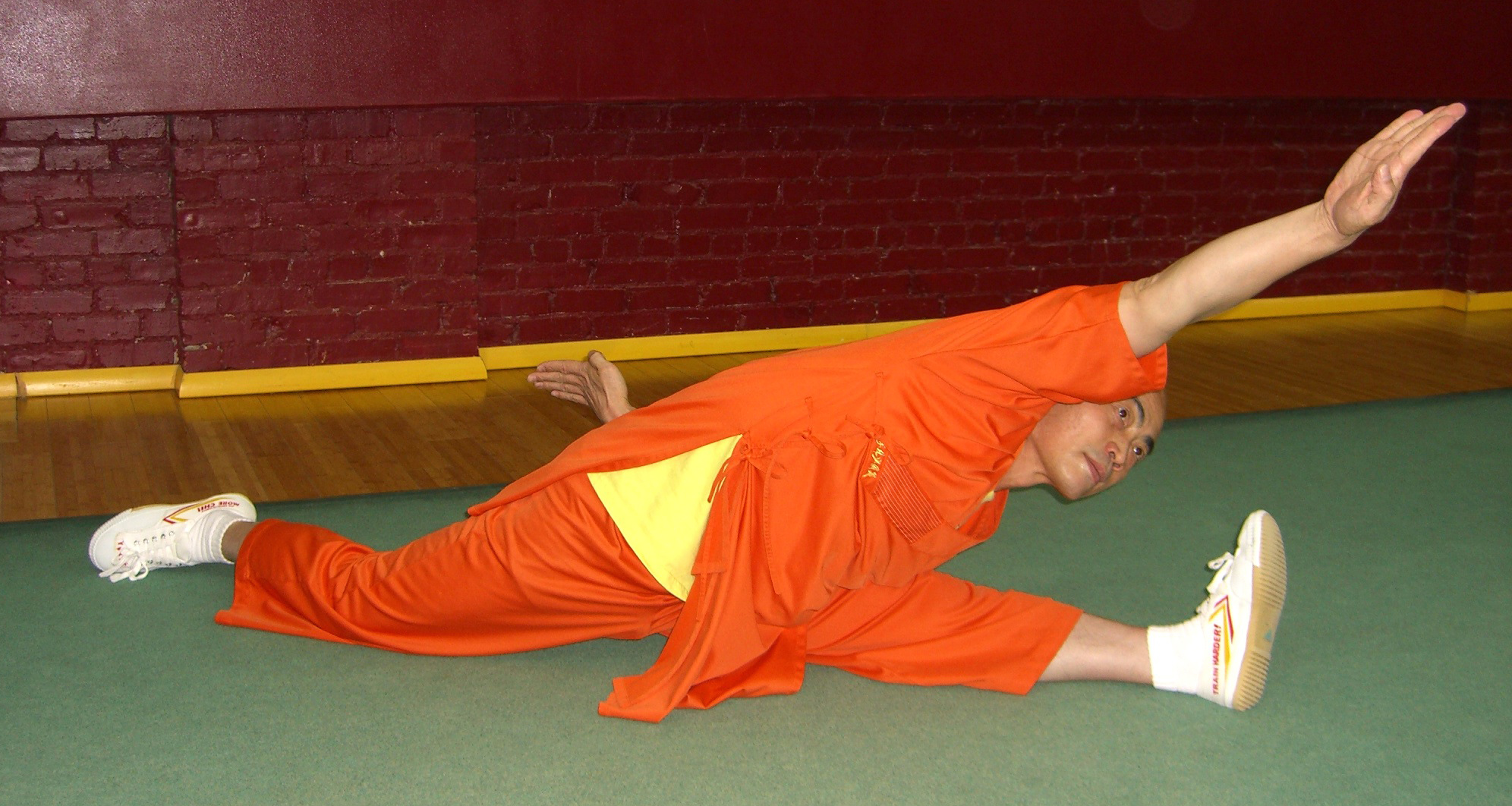
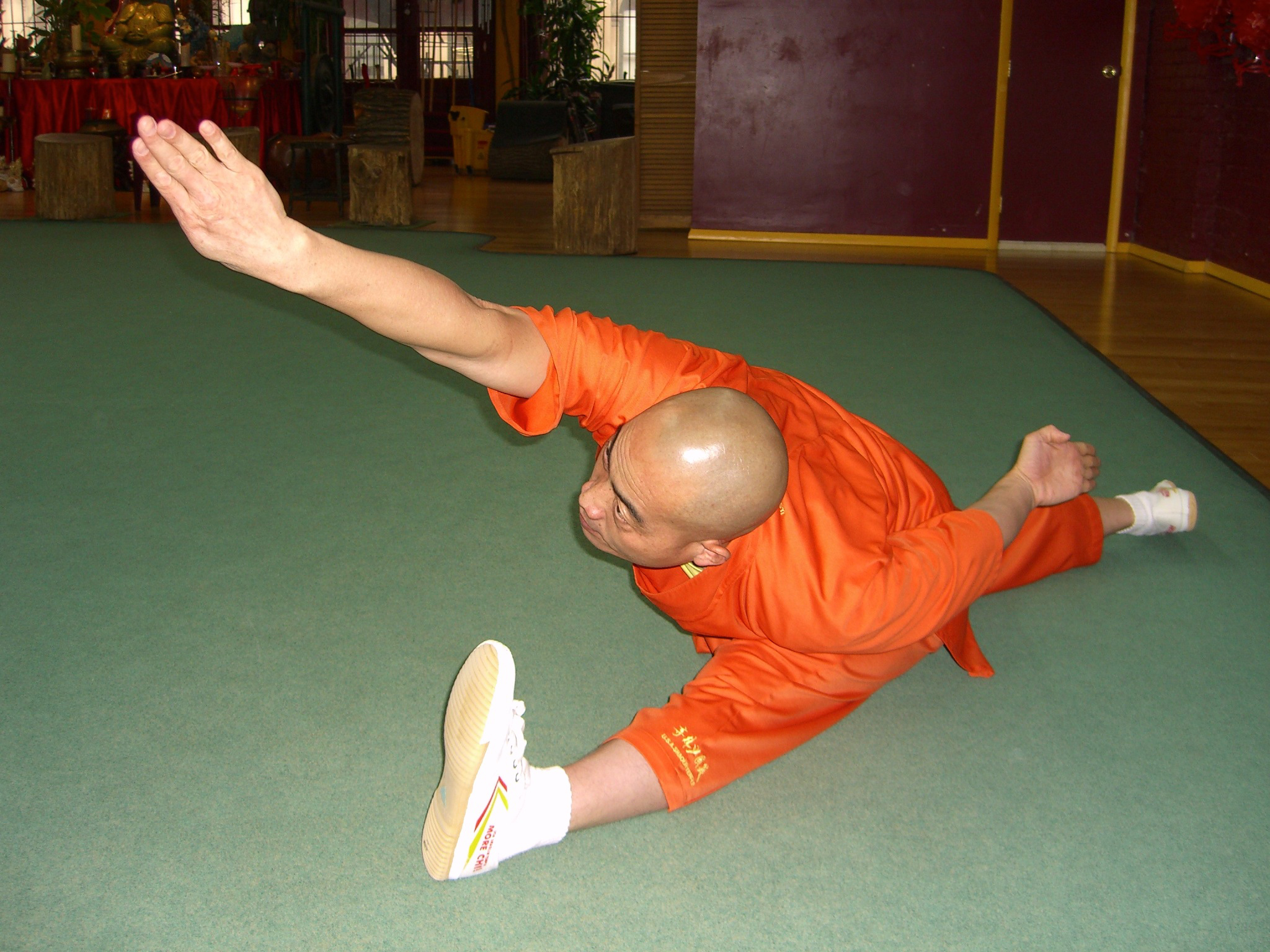
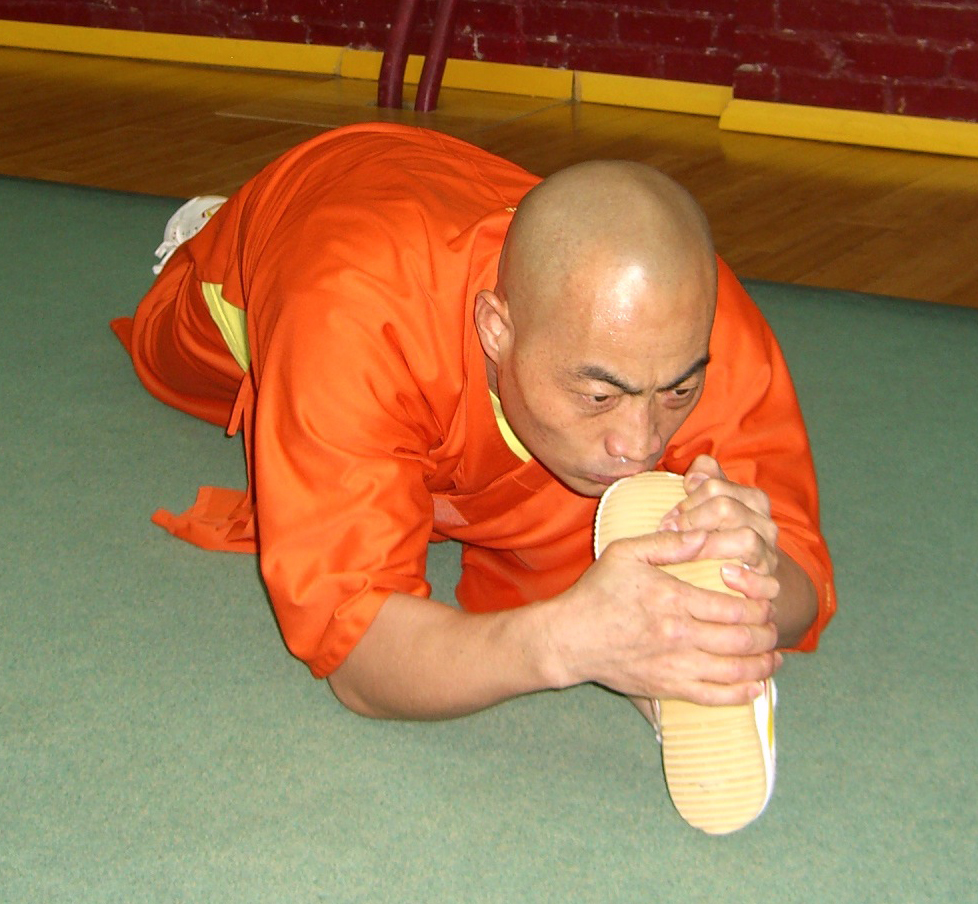
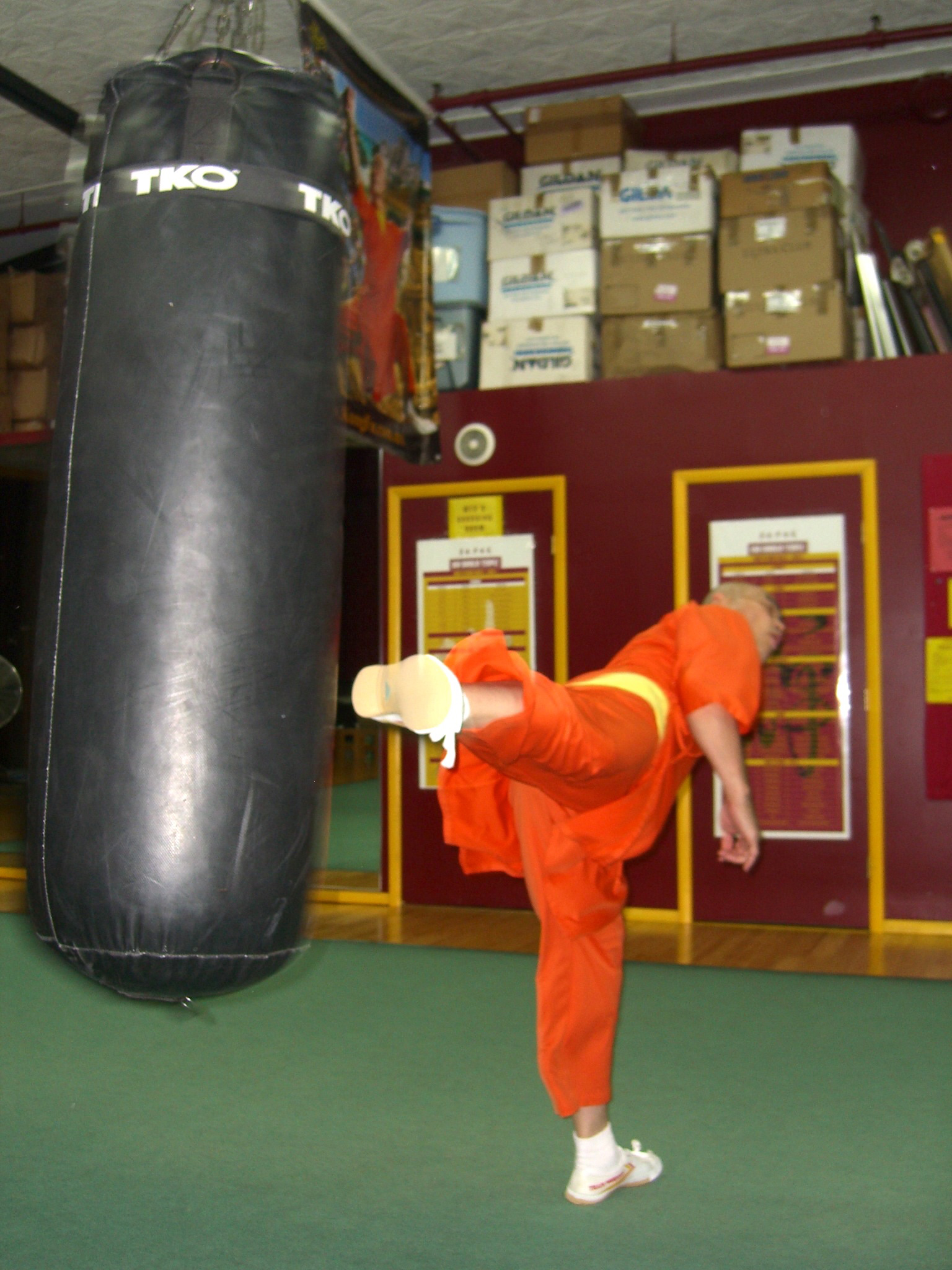
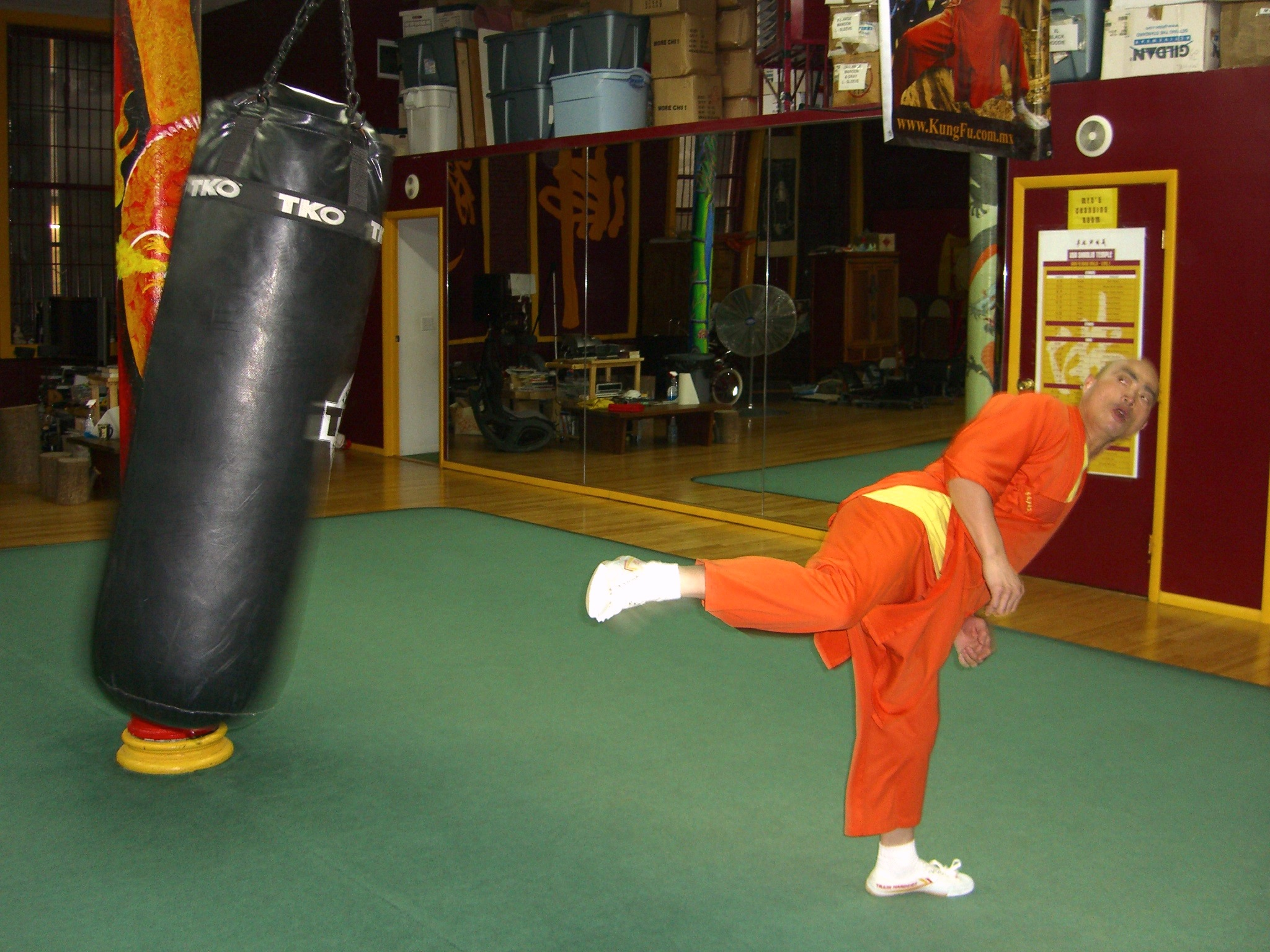
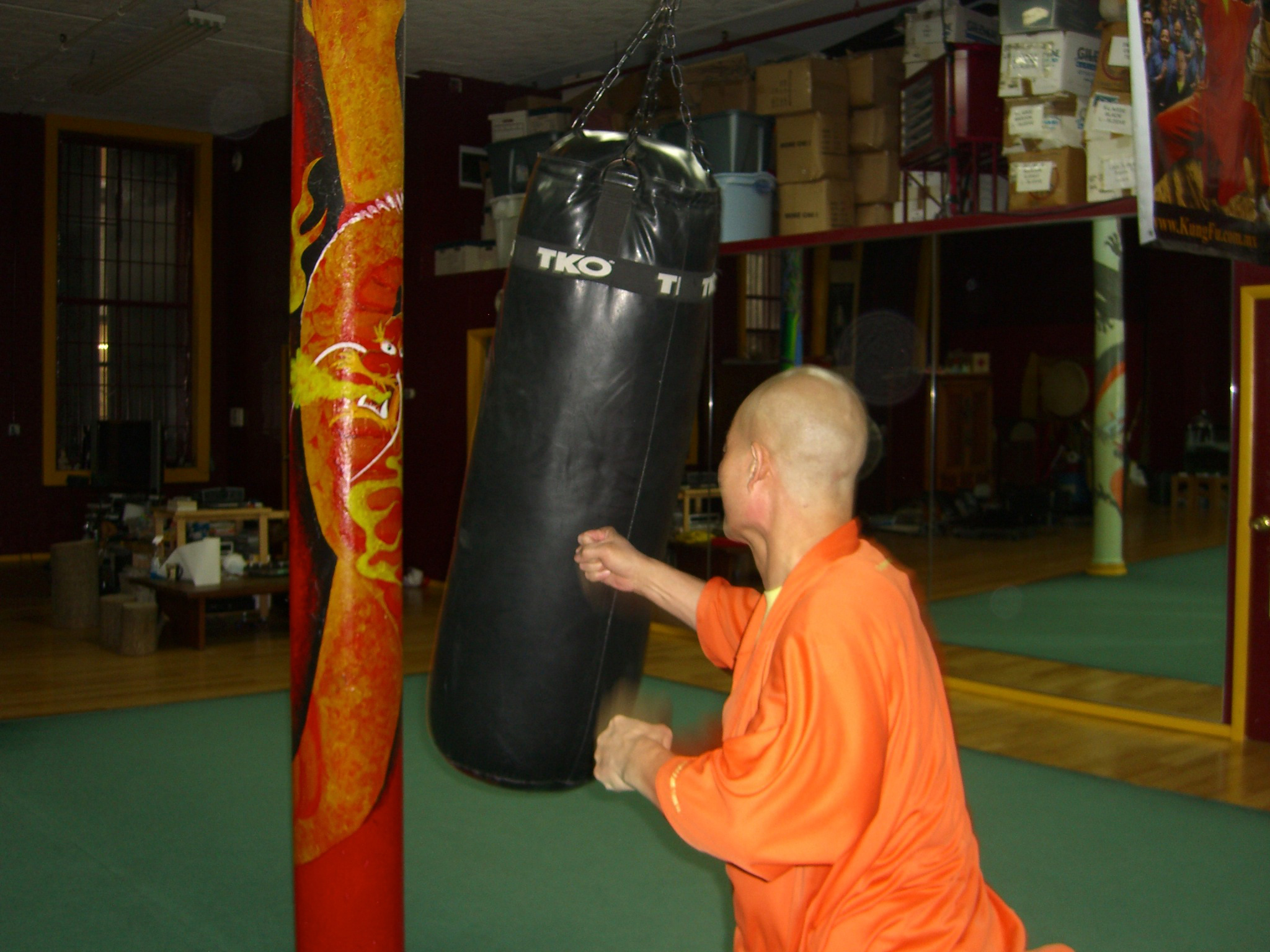
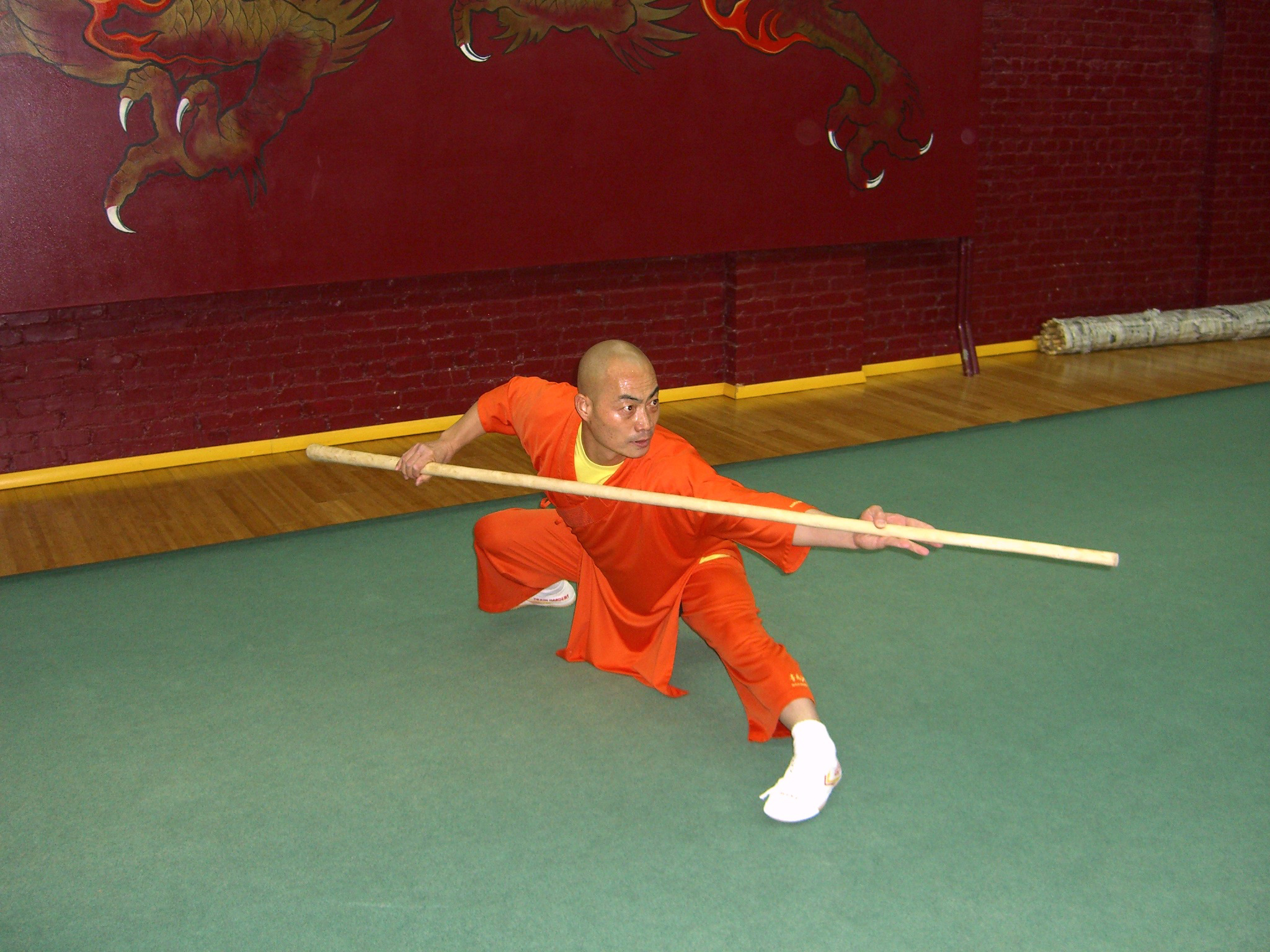
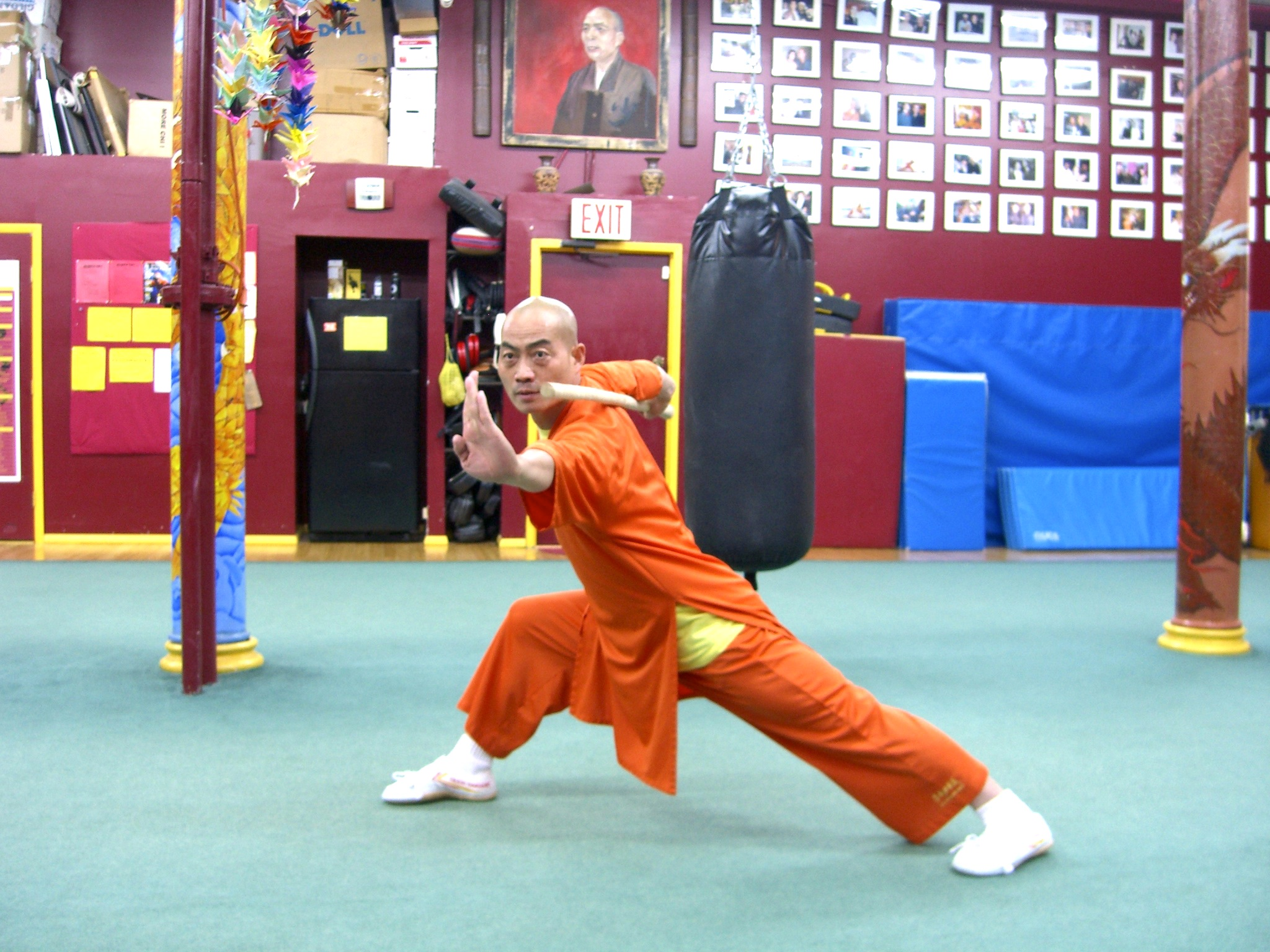